# Annalisa (cantant)
Annalisa Scarrone, coneguda artísticament com a Annalisa   (Savona, 5 d'agost de 1985), és una cantautora italiana.
Després d'algunes experiències a l'àmbit musical amb dos grups, encetà una carrera de solista el 2011, participant a la desena edició del concurs de talents Amici di Maria De Filippi, durant el qual es classificà segona i obtingué el Premi de la crítica (que també va guanyar l'any següent a Amici Big).
Més endavant, el 2013, va participar al Festival de Sanremo a la categoria Big, assolint-hi la novena posició amb "Scintille". Gràcies a "Una finestra tra le stelle" arribà a ser quarta el 2015, acabà onzena el 2016 amb "Il diluvio universale", tercera el 2018 amb "Il mondo prima di te" i setena el 2021 amb "Dieci".
Durant el transcurs de la seva carrera també ha rebut nombrosos premis i reconeixements, com ara el MTV Europe Music Award, un Wind Music Award, un Premi Lunezia, el Premi Videoclip Italiano, dos Velvet Awards, un SEAT Music Awards i un premi Mia Martini 2014, a més d'haver estat proclamada vencedora de la sisena edició de l'International Song Contest: The Global Sound 2013 i de la 32 edició de l'OGAE Second Chance 2018 a representant-hi Itàlia. A més, fou triada per a representar Itàlia als MTV Italia Awards 2013 i a l'OGAE Song Contest 2013, on va ocupar el tercer lloc i va rebre quatre nominacions als World Music Awards 2013 i una altra, el 2015, als Kids' Choice Awards i als MTVStarOf2015

## Discografia
- Nali (2011)
- Mentre tutto cambia (2012)
- Non so ballare (2013)
- Splende (2015)
- Se avessi un cuore (2016)
- Bye Bye (2018)
- Nuda (2020)

## Participacions al Festival de la cançó de Sanremo
| Any                      | Categoria | Cançó                        | Cover / artista convidat                                                    | Posició |
| ------------------------ | --------- | ---------------------------- | --------------------------------------------------------------------------- | ------- |
| Festival de Sanremo 2013 | Campions  | "Scintille"                  | Per Elisa / Emma Marrone                                                    | 9.º     |
| Festival de Sanremo 2015 | Campions  | "Una finestra tra le stelle" | Ti sento                                                                    | 4.º     |
| Festival de Sanremo 2016 | Campions  | "Il diluvio universale"      | America/Sognami                                                             | 11.º    |
| Festival de Sanremo 2018 | Campions  | "Il mondo prima di te"       | Michele Bravi                                                               | 3.º     |
| Festival de Sanremo 2021 | Campions  | "Dieci"                      | La musica è finita / Federico Poggipollini                                  | 7.º     |
| Festival de Sanremo 2024 | Campions  | "Sinceramente"               | Sweet Dreams (Are Made of This) / La Rappresentante di Lista i coro Artemia | 3.º     |